# Бриоски, Викентий Иванович
Викентий Иванович Бриоски (Vincent Brioschi; 1786, Флоренция — 1843, Санкт-Петербург) — исторический живописец, реставратор; член Императорской Академии художеств.

## Биография
Викентий Бриоски родился в 1786 году во Флоренции и в местной Академии постигал азы художественного мастерства под руководством Пьетро Бенвенути (1769–1844).
В 1811 году Бриоски приехал в столицу Российской империи город Санкт-Петербург, где, продолжил занятие исторической живописью. 21 декабря 1812 года ему была задана программа на академика «представить Каина, осуждаемого Господом за братоубийство, и бегущего от гнева Божия», а пока он был записан в число «назначенных к баллотированию в академики» (1812), «яко не принадлежащий к цеховым малерам». 1 сентября 1813 года он, «по большинству баллов», получил за эту картину звание академика.
В 1817 году Бриоски, согласно его прошению, был определен в Императорский Эрмитаж для реставрации картин (до этого он нередко занимался реставрацией у А. И. Корсакова, А. С. Мордвинова, гр. Пушкина, Брюса, кн. Гагарина и других частных коллекционеров).  Эрмитаж нередко командировал его за границу для исполнения разных поручений по художественной части.
В 1822 году Бриоски поместил ряд литографий в альбоме: «Représentation de la fête, donnée par Sa Majesté L'Impératrice à S. А. I. М-me la Grande Duchesse Marie de Saxe-Weimar à St.-Pétersbourg, 4 Février 1822»;  некоторые литографии подписаны буквой: В, некоторые полной фамилией. Литографии эти представляют картины Эрмитажа, по которым из персон высшего света ставились живые картины. В альбоме приложен список именам и фамилиям лиц, участвовавших в сих живых картинах. В Эрмитаже есть экземпляр этого альбома, раскрашенный от руки .
В 1823 году он выставил «Святое Семейство» в совершенно новых формах, имевшее большой успех.
Викентий Иванович Бриоски умер в 1843 году в Санкт-Петербурге.

## Галерея

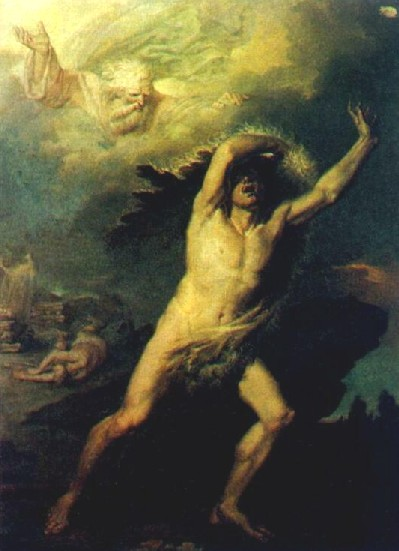
Каин, преследуемый гневом Божиим за братоубийство (1813)
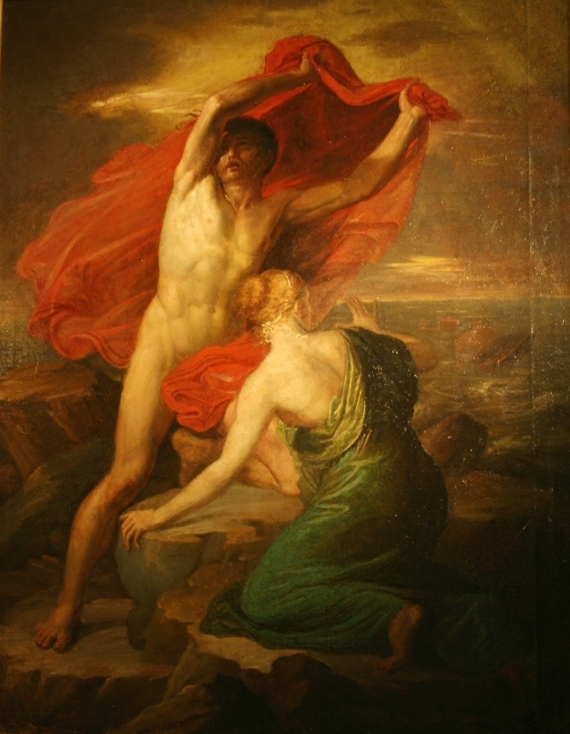
Девкалион и Пирра (1813)
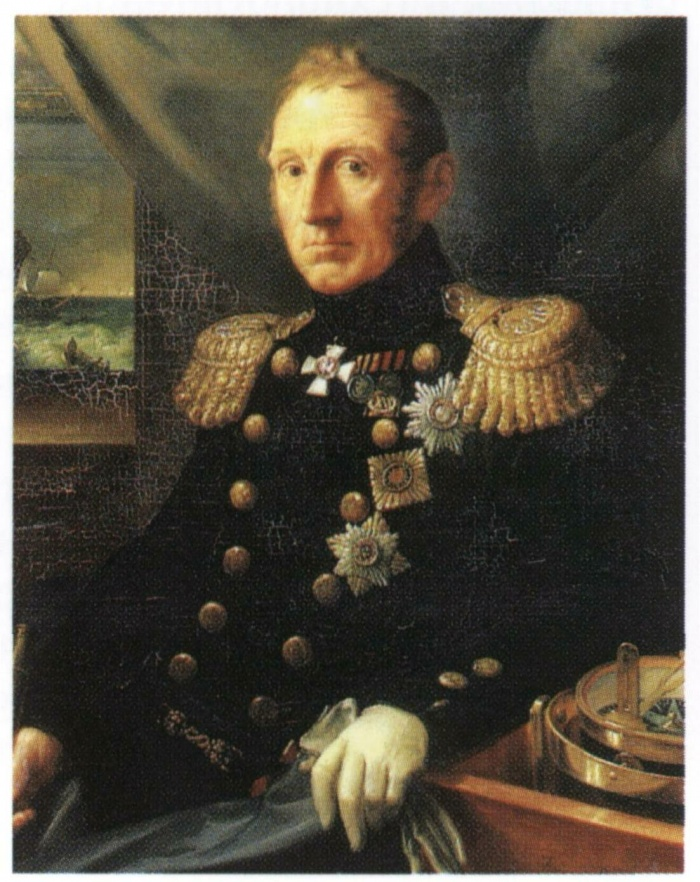
Портрет адмирала А. С. Грейга (1831)
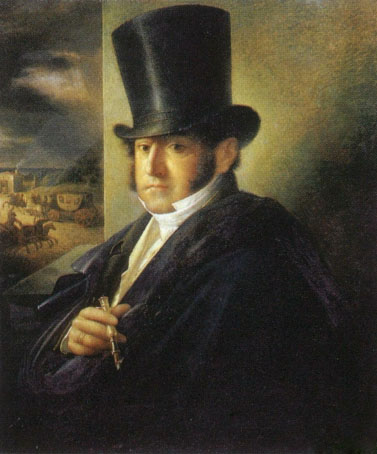
Портрет директора почтового ведомства К. Я. Булгакова